# Luis Llorens Torres
Pour les articles homonymes, voir Torres et Llorens (homonymie).
Luis Llorens Torres (14 mai 1876 – 16 juin 1944) est un poète, dramaturge et homme politique portoricain, partisan de l'indépendance de Porto Rico.